# Preñanosa
Preñanosa (oficialmente y en catalán La Prenyanosa) es un núcleo agregado a la población de Cervera (provincia de Lérida, España), comarca de la Segarra, en Cataluña. En el año 2012 contaba con un total de 17 habitantes. Hasta 1972 fue la cabecera del municipio de su mismo nombre, con los agregados de La Cardosa, Malgrat de Segarra, Sant Miquel de Tudela, Queràs y Castellnou de Olujas.
Situado en el valle del río Sió, a 3 km de Cervera y 12 de Guisona, el pueblo cuenta con 23 casas dispuestas sobre la pendiente del valle y encaradas a levante.

## Geografía humana

### Demografía
| Gráfica de evolución demográfica de Preñanosa entre 1842 y 1970 |
| |
| Población de derecho según los censos de población del INE Población de hecho según los censos de población del INEEntre el censo de 1857 y el anterior, crece el término del municipio porque incorpora a 255089 (Carás y Tudela), 255091 (La Cardosa), 255107 (Castellnou de Olujas), 255222 (Malgrat) Entre el censo de 1981 y el anterior, este municipio desaparece porque se integra en el municipio 25072 (Cervera) |